# Cúp bóng đá Ukraina 1993–94
Cúp bóng đá Ukraina 1993–94 là mùa giải thứ ba của giải đấu bóng đá loại trực tiếp hàng năm ở Ukraina.
Giải Cúp khởi tranh với Vòng 32 đội, nhưng cũng có một số vòng loại. Giải bắt đầu từ ngày 1 tháng 8 năm 1993 với nhiều trận đấu khắp đất nước và kết thúc với trận chung kết ngày 29 tháng 5 năm 1994. Đương kim vô địch FC Dynamo Kyiv bị loại ở Vòng 16 đội bởi FC Veres Rivne do luật bàn thắng sân khách. Đội vô địch là FC Chornomorets Odessa khi trong trận Chung kết đã đánh bại đội từ Crimean SC Tavriya Simferopol trong loạt sút luân lưu.
Kryvbas Kryvyi Rih bị cấm vì từ chối thi đấu ở mùa trước và không được tham gia mùa này.

## Phân bổ đội bóng
Có 110 đội bóng tham gia giải đấu cúp mùa này.

### Phân phối
|                             |                             | Đội bóng tham gia vòng này | Đội bóng vượt qua vòng trước         |
| --------------------------- | --------------------------- | --- | ------------------------------------ |
| Vòng loại thứ nhất (64 đội) | Vòng loại thứ nhất (64 đội) | - 19 đội vô địch các cúp khu vực (selected) - 4 đội từ Giải hạng ba (được lựa chọn) - 20 đội từ Giải hạng nhì - 20 đội từ Giải hạng nhất - 1 đội từ Higher League (Veres Rivne) |                                      |
| Vòng loại thứ hai (32 đội)  | Vòng loại thứ hai (32 đội)  | | - 32 đội thắng từ vòng loại thứ nhất |
| Vòng đấu chính (32 đội)     | Vòng đấu chính (32 đội)     | - 16 đội từ Higher League | - 16 đội thắng từ vòng loại thứ ba   |

## Lịch thi đấu

### Vòng loại thứ nhất
Hầu hết các trận đấu đều diễn ra vào ngày 1 tháng 8 năm 1993. Trận đấu giữa Polihraftekhnika và Shakhtar diễn ra ngày 3 tháng Tám.
| Bazhanovets (Makiivka) (2L)        | 2:3 | (1L) Stal (Alchevsk)                |                                            |
| Dynamo (Luhansk) (2L)              | 2:1 | (2L) Vahonobudivnyk (Stakhanov)     |                                            |
| Hirnyk (Khartsyzk) (Am)            | 1:4 | (2L) Metalurh (Konstantynivka)      |                                            |
| Avanhard (Rovenky) (Am)            | 2:0 | (1L) Khimik (Severodonetsk)         |                                            |
| Dynamo (Vysokopillya) (Am)         | 0:3 | (2L) Zirka (Kirovohrad)             |                                            |
| Polihraftekhnika (Olexandria) (1L) | 3:0 | (2L) Shakhtar (Pavlohrad)           |                                            |
| Metalurh (Novomoskovsk) (Am)       | 1:2 | (1L) Vorskla (Poltava)              |                                            |
| Avanhard (Lozova) (Am)             | 0:2 | (1L) Avtomobilist (Sumy)            |                                            |
| Blaho (Blahoyeve) (Am)             | 0:5 | (1L) EVIS (Mykolaiv)                |                                            |
| Evis-2 (Mykolaiv) (Am)             | 2:3 | (1L) Sport Club(Odessa)             |                                            |
| Torpedo (Melitopol) (3L)           | 1:2 | (1L) Metalurh (Nikopol)             |                                            |
| Druzhba (Berdiansk) (2L)           | +:- | (2L) Azovets (Mariupol)             | Azovets (Mariupol) didn't submit documents |
| Meliorator (Kakhovka) (2L)         | 1:0 | (2L) Tavria (Kherson)               |                                            |
| Artania (Ochakiv) (1L)             | 2:0 | (2L) Chornomorets-2 (Odessa)        |                                            |
| Tytan (Armyansk) (2L)              | 1:3 | (2L) Voykovets (Kerch)              | (s.h.p.)                                   |
| Dynamo (Saky) (3L)                 | 1:1 | (2L) Chaika (Sevastopol)            | (s.h.p.), pk 5:4                           |
| Nyva (Terebovlia) (Am)             | 1:2 | (1L) Podillya (Khmelnytskyi)        |                                            |
| Khimik (Velykyi Bychkiv) (Am)      | 0:5 | (1L) Prykarpattia (Ivano-Frankivsk) |                                            |
| Khimik (Sokal) (Am)                | 1:3 | (2L) Skala (Stryi)                  |                                            |
| Pryladyst (Mukacheve) (1L)         | 2:0 | (1L) Zakarpattia (Uzhhorod)         |                                            |
| Football Club(Lviv) (3L)           | 2:1 | (2L) Halychyna (Drohobych)          | (s.h.p.)                                   |
| Karpaty (Chernivtsi) (Am)          | 4:1 | (Am) Intehral (Vinnytsia)           |                                            |
| Pokuttia (Kolomyia) (Am)           | 4:1 | (2L) Dnister (Zalischyky)           |                                            |
| Advis (Khmelnytskyi) (Am)          | 3:1 | (1L) Krystal (Chortkiv)             |                                            |
| Khimik (Cherkasy) (Am)             | 1:4 | (2L) Naftokhimik (Kremenchuk)       |                                            |
| Yavir (Krasnopilya) (2L)           | 1:2 | (1L) Naftovyk (Okhtyrka)            |                                            |
| Spartak (Okhtyrka) (Am)            | 0:2 | (1L) Desna (Chernihiv)              |                                            |
| Sula (Lubny) (Am)                  | 2:2 | (1L) Dynamo-2 (Kyiv)                | (s.h.p.), pk 5:4                           |
| Krok (Zhytomyr) (Am)               | 0:0 | (2L) Ros (Bila Tserkva)             | (s.h.p.), pk 4:1                           |
| Pidshybnyk (Lutsk) (Am)            | 1:3 | (PL) Veres (Rivne)                  |                                            |
| Nyva-Borysfen (Boryspil) (2L)      | 1:0 | (1L) Khimik (Zhytomyr)              |                                            |
| Nyva (Karapyshi) (3L)              | 3:1 | (1L) Dnipro (Cherkasy)              |                                            |

### Vòng loại thứ hai
Hầu hết các trận đấu đều diễn ra ngày 7 tháng 8 năm 1993. Trận đấu giữa Veres và Krok diễn ra ngày 11 tháng Tám.
| Stal (Alchevsk) (1L)           | 6:3 | (2L) Dynamo (Luhansk)               |                                                                          |
| Metalurh (Konstantynivka) (2L) | 5:3 | (Am) Avanhard (Rovenky)             |                                                                          |
| Zirka (Kirovohrad) (2L)        | 1:2 | (1L) Polihraftekhnika (Olexandria)  |                                                                          |
| Vorskla (Poltava) (1L)         | 2:0 | (1L) Avtomobilist (Sumy)            |                                                                          |
| EVIS (Mykolaiv) (1L)           | 3:1 | (1L) Sport Club(Odessa)             |                                                                          |
| Metalurh (Nikopol) (1L)        | 2:1 | (2L) Druzhba (Berdiansk)            |                                                                          |
| Meliorator (Kakhovka) (2L)     | -:+ | (1L) Artania (Ochakiv)              | The game was thắng by Kakhovka 2:1, but they fielded disqualified player |
| Voykovets (Kerch) (2L)         | 1:0 | (3L) Frunzenets (Saky)              |                                                                          |
| Podillya (Khmelnytskyi) (1L)   | 1:2 | (1L) Prykarpattia (Ivano-Frankivsk) |                                                                          |
| Skala (Stryi) (1L)             | 2:0 | (1L) Pryladyst (Mukacheve)          |                                                                          |
| Football Club(Lviv) (3L)       | +:- | (Am) Karpaty (Chernivtsi)           | Karpaty did not arrived                                                  |
| Pokuttia (Kolomyia) (Am)       | 2:1 | (Am) Advis (Khmelnytskyi)           |                                                                          |
| Naftokhimik (Kremenchuk) (2L)  | 0:0 | (1L) Naftovyk (Okhtyrka)            | (s.h.p.), pk 5:3                                                         |
| Desna (Chernihiv) (1L)         | 5:1 | (Am) Sula (Lubny)                   |                                                                          |
| Veres (Rivne) (PL)             | 4:1 | (Am) Krok (Zhytomyr)                |                                                                          |
| Football Club(Boryspil) (2L)   | 3:0 | (3L) Nyva (Karapyshi)               |                                                                          |

### Cặp đấu
| Vòng 32 đội            | Vòng 32 đội | Vòng 32 đội | Vòng 32 đội |  |                     | Vòng 16 đội         | Vòng 16 đội | Vòng 16 đội | Vòng 16 đội |  |  | Quarter-finals     | Quarter-finals | Quarter-finals | Quarter-finals |  |  | Semi-finals        | Semi-finals | Semi-finals | Semi-finals |  |  | Final              | Final |
|                        |             |             |             |  |                     |                     |             |             |             |  |  |                    |                |                |                |  |  |                    |             |             |             |  |  |                    |       |
| Voykovets Kerch        | 0           | 0           | 0           |  |                     |                     |             |             |             |  |  |                    |                |                |                |  |  |                    |             |             |             |  |  |                    |       |
| Chornomorets           | 2           | 2           | 4           |  |                     | Metalurh Zaporizhya | 0           | 0           | 0           |  |  |                    |                |                |                |  |  |                    |             |             |             |  |  |                    |       |
| Artania Ochakiv        | 0           | 0           | 0           |  | Chornomorets        | 1                   | 3           | 4           |             |  |  |                    |                |                |                |  |  |                    |             |             |             |  |  |                    |       |
| Metalurh Zaporizhia    | 4           | 3           | 7           |  |                     |                     |             |             |             |  |  | Dnipro             | 0              | 0              | 0              |  |  |                    |             |             |             |  |  |                    |       |
| Evis Mykolaiv          | 1           | 0           | 1           |  |                     |                     |             |             |             |  |  | Chornomorets       | 3              | 1              | 4              |  |  |                    |             |             |             |  |  |                    |       |
| Nyva Vinnytsia         | 2           | 0           | 2           |  |                     | Nyva Vinnytsia      | 2           | 1           | 3           |  |  |                    |                |                |                |  |  |                    |             |             |             |  |  |                    |       |
| Metalurh Nikopol       | 1           | 0           | 1           |  | Dnipro              | 0                   | 4           | 4           |             |  |  |                    |                |                |                |  |  |                    |             |             |             |  |  |                    |       |
| Dnipro                 | 3           | 4           | 7           |  |                     |                     |             |             |             |  |  |                    |                |                |                |  |  | Karpaty Lviv       | 0           | 1           | 1           |  |  |                    |       |
| Vorskla Poltava        | 0           | 0           | 0           |  |                     |                     |             |             |             |  |  |                    |                |                |                |  |  | Chornomorets       | 0           | 2           | 2           |  |  |                    |       |
| Karpaty Lviv           | 0           | 3           | 3           |  |                     | Zorya-MALS          | 2           | 1           | 3           |  |  |                    |                |                |                |  |  |                    |             |             |             |  |  |                    |       |
| Polihraftekhnika       | 2           | 0           | 2           |  | Karpaty Lviv        | 2                   | 6           | 8           |             |  |  |                    |                |                |                |  |  |                    |             |             |             |  |  |                    |       |
| Zoria-MALS(p)          | 0           | 2           | 2           |  |                     |                     |             |             |             |  |  | Volyn Lutsk        | 2              | 0              | 2              |  |  |                    |             |             |             |  |  |                    |       |
| Metalurh K.            | 3           | 0           | 3           |  |                     |                     |             |             |             |  |  | Karpaty Lviv       | 1              | 2              | 3              |  |  |                    |             |             |             |  |  |                    |       |
| Bukovyna(a)            | 1           | 2           | 3           |  |                     | Volyn Lutsk         | 2           | 1           | 3           |  |  |                    |                |                |                |  |  |                    |             |             |             |  |  |                    |       |
| Stal Alchevsk          | 2           | 0           | 2           |  | Bukovyna Chernivtsi | 0                   | 2           | 2           |             |  |  |                    |                |                |                |  |  |                    |             |             |             |  |  |                    |       |
| Volyn Lutsk(a)         | 1           | 1           | 2           |  |                     |                     |             |             |             |  |  |                    |                |                |                |  |  |                    |             |             |             |  |  | Chornomorets       | 0     |
| Desna Chernihiv        | 1           | 2           | 3           |  |                     |                     |             |             |             |  |  |                    |                |                |                |  |  |                    |             |             |             |  |  | Tavriya Simferopol | 0     |
| Torpedo Zaporizhia     | 0           | 4           | 4           |  |                     | Temp Shepetivka     | 2           | 0           | 2           |  |  |                    |                |                |                |  |  |                    |             |             |             |  |  |                    |       |
| Naftokhimik            | 1           | 0           | 1           |  | Torpedo Zaporizhia  | 1                   | 2           | 3           |             |  |  |                    |                |                |                |  |  |                    |             |             |             |  |  |                    |       |
| Temp Shepetivka        | 0           | 3           | 3           |  |                     |                     |             |             |             |  |  | Torpedo Zaporizhia | 2              | 0              | 2              |  |  |                    |             |             |             |  |  |                    |       |
| Nyva-Borysfen          | 1           | 0           | 1           |  |                     |                     |             |             |             |  |  | Veres Rivne(a)     | 1              | 1              | 2              |  |  |                    |             |             |             |  |  |                    |       |
| Dynamo Kyiv            | 3           | 4           | 7           |  |                     | Veres Rivne(a)      | 0           | 1           | 1           |  |  |                    |                |                |                |  |  |                    |             |             |             |  |  |                    |       |
| Veres Rivne            | 3           | 0           | 3           |  | Dynamo Kyiv         | 0                   | 1           | 1           |             |  |  |                    |                |                |                |  |  |                    |             |             |             |  |  |                    |       |
| Metalist Kharkiv       | 0           | 1           | 1           |  |                     |                     |             |             |             |  |  |                    |                |                |                |  |  | Tavriya Simferopol | 2           | 0           | 2           |  |  |                    |       |
| Lviv                   | 2           | 1           | 3           |  |                     |                     |             |             |             |  |  |                    |                |                |                |  |  | Veres Rivne        | 0           | 0           | 0           |  |  |                    |       |
| Kremin Kremenchuk      | 0           | 6           | 6           |  |                     | Kremin Kremenchuk   | 2           | 1           | 3           |  |  |                    |                |                |                |  |  |                    |             |             |             |  |  |                    |       |
| Pokuttia Kolomyia      | 0           | 1           | 1           |  | Shakhtar Donetsk    | 1                   | 1           | 2           |             |  |  |                    |                |                |                |  |  |                    |             |             |             |  |  |                    |       |
| Shakhtar Donetsk       | 1           | 7           | 8           |  |                     |                     |             |             |             |  |  | Tavriya Simferopol | 0              | 1              | 1              |  |  |                    |             |             |             |  |  |                    |       |
| Prykarpattia           | 1           | 1           | 2           |  |                     |                     |             |             |             |  |  | Kremin Kremenchuk  | 1              | 2              | 3              |  |  |                    |             |             |             |  |  |                    |       |
| Nyva Ternopil          | 1           | 4           | 5           |  |                     | Nyva Ternopil       | 0           | 0           | 0           |  |  |                    |                |                |                |  |  |                    |             |             |             |  |  |                    |       |
| Skala Stryi            | 2           | 1           | 3           |  | Tavriya Simferopol  | 0                   | 3           | 3           |             |  |  |                    |                |                |                |  |  |                    |             |             |             |  |  |                    |       |
| Tavria Simferopol(aet) | 0           | 5           | 5           |  |                     |                     |             |             |             |  |  |                    |                |                |                |  |  |                    |             |             |             |  |  |                    |       |

### Vòng Một

#### Lượt đi
| Pokuttya Kolomyia (AM) | 0 – 1    | (PL) Shakhtar Donetsk |
| ---------------------- | -------- | --------------------- |
|                        | Chi tiết | Orbu 78'              |

| Voikovets Kerch (2L) | 0 – 2    | (PL) Chornomorets Odessa         |
| -------------------- | -------- | -------------------------------- |
|                      | Chi tiết | Parakhnevych 18' · Yeremeyev 55' |

| Stal Alchevsk (1L)           | 2 – 1    | (PL) Volyn Lutsk |
| ---------------------------- | -------- | ---------------- |
| Hnezdilov 51' · Kuchirka 64' | Chi tiết | Benko 53'        |

| Metalurh Kostyantynivka (1L)                         | 3 – 1    | (PL) Bukovyna Chernivtsi |
| ---------------------------------------------------- | -------- | ------------------------ |
| Havrylov 10' (ph.đ.) · Dgebuadze 23' · Kovalenko 60' | Chi tiết | Matsko 75'               |

| Polihraftekhnika Oleksandriya (1L) | 2 – 0    | (PL) Zorya Luhansk |
| ---------------------------------- | -------- | ------------------ |
| Shazhko 50' · Chuichenko 58'       | Chi tiết |                    |

| Vorskla Poltava (1L) | 0 – 0    | (PL) Karpaty Lviv |
| -------------------- | -------- | ----------------- |
|                      | Chi tiết |                   |

| Evis Mykolaiv (1L)    | 1 – 2    | (PL) Nyva Vinnytsia      |
| --------------------- | -------- | ------------------------ |
| Zabransky 18' (ph.đ.) | Chi tiết | Kosovsky 3' · Naduda 45' |

| Artania Ochakiv (1L) | 0 – 4    | (PL) Metalurh Zaporizhia                                            |
| -------------------- | -------- | ------------------------------------------------------------------- |
|                      | Chi tiết | Skrypnyk 5' (ph.đ.) · Klyuchik 25' · Novoseltsev 50' · Huralsky 83' |

| Prykarpattia Ivano-Frankivsk (1L) | 1 – 1    | (PL) Nyva Ternopil |
| --------------------------------- | -------- | ------------------ |
| Hryhorchuk 24'                    | Chi tiết | Rudnytsky 69'      |

| Skala Stryi (1L)           | 2 – 0    | (PL) Tavriya Simferopol |
| -------------------------- | -------- | ----------------------- |
| Hriner 17' · Ivakhnyuk 58' | Chi tiết |                         |

| FC Lviv (3L)              | 2 – 0    | (PL) Kremin Kremenchuk |
| ------------------------- | -------- | ---------------------- |
| Valenko 60' · Hamaliy 78' | Chi tiết |                        |

| Naftokhimik Kremenchuk (2L) | 1 – 0    | (PL) Temp Shepetivka |
| --------------------------- | -------- | -------------------- |
| Boiar 29'                   | Chi tiết |                      |

| Desna Chernihiv (1L) | 1 – 0    | (PL) Torpedo Zaporizhia |
| -------------------- | -------- | ----------------------- |
| Avramenko 29'        | Chi tiết |                         |

| Veres Rivne (PL)                              | 3 – 0    | (PL) Metalist Kharkiv |
| --------------------------------------------- | -------- | --------------------- |
| Samardak 9' · O.Chervony 14' · V.Chervony 36' | Chi tiết |                       |

| FC Boryspil (2L) | 1 – 3    | (PL) Dynamo Kyiv                   |
| ---------------- | -------- | ---------------------------------- |
| Romanyshyn 90'   | Chi tiết | Topchiyev 24', 81' · Shkapenko 78' |

| Metalurh Nikopol (1L) | 1 – 3    | (PL) Dnipro Dnipropetrovsk               |
| --------------------- | -------- | ---------------------------------------- |
| Kovalenko 30'         | Chi tiết | Konovalov 63' · Moroz 70' · Maksymov 75' |

#### Lượt về
| Shakhtar Donetsk (PL)                                                                         | 7 – 1    | (AM) Pokuttya Kolomyia              |
| --------------------------------------------------------------------------------------------- | -------- | ----------------------------------- |
| Popov 7' · Onopko 38' · Atelkin 47' · Matveyev 67', 71' (ph.đ.), 85' · Kriventsov 90' (ph.đ.) | Chi tiết | Paliy 53' (ph.đ.) · Kurlikovsky 90' |

Shakhtar thắng 8–1 sau hai lượt trận
| Chornomorets Odessa (PL)          | 2 – 0    | (2L) Voikovets Kerch |
| --------------------------------- | -------- | -------------------- |
| Zhabchenko 16' · Parakhnevych 55' | Chi tiết |                      |

Chornomorets thắng 4–0 sau hai lượt trận
| Volyn Lutsk (PL) | 1 – 0    | (1L) Stal Alchevsk |
| ---------------- | -------- | ------------------ |
| Mozolyuk 33'     | Chi tiết |                    |

Volyn thắng 2–2 nhờ luật bàn thắng sân khách
| Bukovyna Chernivtsi (PL)        | 2 – 0    | (1L) Metalurh Kostyantynivka |
| ------------------------------- | -------- | ---------------------------- |
| Bondarchuk 45' · Kerstenyuk 90' | Chi tiết |                              |

Bukovyna thắng 3–3 nhờ luật bàn thắng sân khách
| Zorya Luhansk (PL)                | 2 – 0            | (1L) Polihraftekhnika Oleksandriya |
| --------------------------------- | ---------------- | ---------------------------------- |
| Kuznyetsov 74' · Kara-Mustafa 81' | Chi tiết pen:4–1 |                                    |

Zorya thắng 2–2 trong loạt sút luân lưu
| Karpaty Lviv (PL)           | 3 – 0    | (1L) Vorskla Poltava |
| --------------------------- | -------- | -------------------- |
| Mazur 7' · Valenko 50', 70' | Chi tiết |                      |

Karpaty thắng 3–0 sau hai lượt trận
| Nyva Vinnytsia (PL) | 0 – 0    | (1L) Evis Mykolaiv |
| ------------------- | -------- | ------------------ |
|                     | Chi tiết |                    |

Nyva thắng 2–1 sau hai lượt trận
| Metalurh Zaporizhia (PL)                | 3 – 0    | (1L) Artania Ochakiv |
| --------------------------------------- | -------- | -------------------- |
| Skrypnyk 5' · Petryk 72' · Varaksin 90' | Chi tiết |                      |

Metalurh thắng 7–0 sau hai lượt trận
| Nyva Ternopil (PL)                                            | 4 – 1    | (1L) Prykarpattia Ivano-Frankivsk |
| ------------------------------------------------------------- | -------- | --------------------------------- |
| Demianchuk 36' · Ternavsky 52' · Korponay 53' · Mochulyak 77' | Chi tiết | Yurchenko 70'                     |

Nyva thắng 5–2 sau hai lượt trận
| Tavriya Simferopol (PL)                                               | 5 – 1 ((s.h.p.)) | (1L) Skala Stryi      |
| --------------------------------------------------------------------- | ---------------- | --------------------- |
| Dzyubenko 27' · Volkov 89' (ph.đ.) · Antyukhin 94', 102' · Zadov 118' | Chi tiết         | Kovalyuk 119' (ph.đ.) |

Tavria thắng 5–3 sau hai lượt trận
| Kremin Kremenchuk (PL)                                           | 6 – 1    | (3L) FC Lviv  |
| ---------------------------------------------------------------- | -------- | ------------- |
| Yankovsky 3', 18' · Zhenylenko 35' · Korponay 42' · Len 60', 80' | Chi tiết | Kutelmakh 70' |

Kremina thắng 6–3 sau hai lượt trận
| Temp Shepetivka (PL)            | 3 – 0    | (2L) Naftokhimik Kremenchuk |
| ------------------------------- | -------- | --------------------------- |
| Avakov 32' · Skachenko 71', 79' | Chi tiết |                             |

Temp thắng 3–1 sau hai lượt trận
| Torpedo Zaporizhia (PL)            | 4 – 2    | (1L) Desna Chernihiv      |
| ---------------------------------- | -------- | ------------------------- |
| Zinich 32', 51', 83' · Yesipov 71' | Chi tiết | Kulyk 53' · Savenchuk 81' |

Torpedo thắng 4–3 sau hai lượt trận
| Metalist Kharkiv (PL) | 1 – 0    | (PL) Veres Rivne |
| --------------------- | -------- | ---------------- |
| Tarasov 18'           | Chi tiết |                  |

Veres thắng 3–1 sau hai lượt trận
| Dnipro Dnipropetrovsk (PL)                          | 4 – 0    | (1L) Metalurh Nikopol |
| --------------------------------------------------- | -------- | --------------------- |
| Horily 21' · Polunin 36' · Dumenko 75' · Petrov 86' | Chi tiết |                       |

Dnipro thắng 7–1 sau hai lượt trận
| Dynamo Kyiv (PL)                                                  | 4 – 0    | (2L) FC Boryspil |
| ----------------------------------------------------------------- | -------- | ---------------- |
| Topchiyev 36' · Kovalets 53' · Vaschuk 77' · Pryzetko 89' (ph.đ.) | Chi tiết |                  |

Dynamo thắng 7–1 sau hai lượt trận

### Vòng Hai

#### Lượt đi
| Volyn Lutsk (PL)           | 2 – 0    | (PL) Bukovyna Chernivtsi |
| -------------------------- | -------- | ------------------------ |
| Fedyukov 53' · Bohunov 86' | Chi tiết |                          |

| Zorya Luhansk (PL)                   | 2 – 2    | (PL) Karpaty Lviv         |
| ------------------------------------ | -------- | ------------------------- |
| Miroshnichenko 49' · Korobchenko 87' | Chi tiết | Valenko 25' · Kardash 40' |

| Nyva Vinnytsia (PL)          | 2 – 0    | (PL) Dnipro Dnipropetrovsk |
| ---------------------------- | -------- | -------------------------- |
| Kosovsky 1' · Solovienko 79' | Chi tiết |                            |

| Metalurh Zaporizhia (PL) | 0 – 1    | (PL) Chornomorets Odessa |
| ------------------------ | -------- | ------------------------ |
|                          | Chi tiết | Huseinov 62'             |

| Nyva Ternopil (PL) | 0 – 0    | (PL) Tavriya Simferopol |
| ------------------ | -------- | ----------------------- |
|                    | Chi tiết |                         |

| Kremin Kremenchuk (PL)       | 2 – 1    | (PL) Shakhtar Donetsk |
| ---------------------------- | -------- | --------------------- |
| Fedkov 12' · Konovalchuk 74' | Chi tiết | Kriventsov 40'        |

| Temp Shepetivka (PL)         | 2 – 1    | (PL) Torpedo Zaporizhia |
| ---------------------------- | -------- | ----------------------- |
| Rolevych 5' · Chikhradze 68' | Chi tiết | Polulyakh 30'           |

| Veres Rivne (PL) | 0 – 0    | (PL) Dynamo Kyiv |
| ---------------- | -------- | ---------------- |
|                  | Chi tiết |                  |

#### Lượt về
| Bukovyna Chernivtsi (PL)    | 2 – 1    | (PL) Volyn Lutsk       |
| --------------------------- | -------- | ---------------------- |
| Bondarchuk 34' · Finkel 75' | Chi tiết | Dykiy 9' · Fedorov 22' |

Volyn thắng 3–2 sau hai lượt trận
| Karpaty Lviv (PL)                                                           | 6 – 1    | (PL) Zorya Luhansk |
| --------------------------------------------------------------------------- | -------- | ------------------ |
| Hamaliy 6' · Kardash 30' · Shulyatytsky 32', 65' · Marych 47' · Valenko 88' | Chi tiết | Kuznetsov 86'      |

Karpaty thắng 8–3 sau hai lượt trận
| Dnipro Dnipropetrovsk (PL)                                        | 4 – 1    | (PL) Nyva Vinnytsia |
| ----------------------------------------------------------------- | -------- | ------------------- |
| Mykhailenko 27', 72' (ph.đ.) · Pavlyuchenko 39' · Pokhlebayev 73' | Chi tiết | Ovcharenko 59'      |

Dnipro thắng 4–3 sau hai lượt trận
| Chornomorets Odessa (PL)                               | 3 – 0    | (PL) Metalurh Zaporizhia |
| ------------------------------------------------------ | -------- | ------------------------ |
| Romanchuk 63' · Bondarenko 72' · Parfyonov 86' (ph.đ.) | Chi tiết |                          |

Chornomorets thắng 4–0 sau hai lượt trận
| Tavriya Simferopol (PL)        | 3 – 0    | (PL) Nyva Ternopil |
| ------------------------------ | -------- | ------------------ |
| Fursov 35', 84' · Kundenok 68' | Chi tiết |                    |

Tavriya thắng 3–0 sau hai lượt trận
| Shakhtar Donetsk (PL)                     | 1 – 1    | (PL) Kremin Kremenchuk    |
| ----------------------------------------- | -------- | ------------------------- |
| Byelichenko 35' (ph.đ.) · Byelichenko 65' | Chi tiết | Fedkov 16' · Korzanov 65' |

Kremin thắng 3–2 sau hai lượt trận
| Torpedo Zaporizhia (PL)    | 2 – 0    | (PL) Temp Shepetivka |
| -------------------------- | -------- | -------------------- |
| Vyetrov 44' · Bonetsky 89' | Chi tiết |                      |

Torpedo thắng 3–2 sau hai lượt trận
| Dynamo Kyiv (PL) | 1 – 1    | (PL) Veres Rivne |
| ---------------- | -------- | ---------------- |
| Shkapenko 41'    | Chi tiết | Palyanytsya 34'  |

Veres thắng 1–1 nhờ luật bàn thắng sân khách

### Tứ kết

#### Lượt đi
| Volyn Lutsk (PL)            | 2 – 1    | (PL) Karpaty Lviv    |
| --------------------------- | -------- | -------------------- |
| Sarnavsky 47' · Nikitin 77' | Chi tiết | Pokladok 65' (ph.đ.) |

| Dnipro Dnipropetrovsk (PL) | 0 – 3    | (PL) Chornomorets Odessa                          |
| -------------------------- | -------- | ------------------------------------------------- |
|                            | Chi tiết | Parfenov 21' (ph.đ.) · Huseinov 58' · Bohatyr 80' |

| Tavriya Simferopol (PL)                       | 3 – 0    | (PL) Kremin Kremenchuk |
| --------------------------------------------- | -------- | ---------------------- |
| Volkov 8' (ph.đ.) · Yesin 40' · Antyukhin 72' | Chi tiết |                        |

| Torpedo Zaporizhia (PL)             | 2 – 1    | (PL) Veres Rivne |
| ----------------------------------- | -------- | ---------------- |
| Polulyakh 26' · Huzenko 56' (ph.đ.) | Chi tiết | Palyanytsya 32'  |

#### Lượt về
| Karpaty Lviv (PL)                | 2 – 1    | (PL) Volyn Lutsk |
| -------------------------------- | -------- | ---------------- |
| Pokladok 49' (ph.đ.) · Hurka 71' | Chi tiết |                  |

Karpaty thắng 3–2 sau hai lượt trận
| Chornomorets Odessa (PL)       | 1 – 0    | (PL) Dnipro Dnipropetrovsk |
| ------------------------------ | -------- | -------------------------- |
| Yeremeyev 41' · Telesnenko 51' | Chi tiết |                            |

Chornomorets thắng 4–0 sau hai lượt trận
| Kremin Kremenchuk (PL) | 1 – 2    | (PL) Tavriya Simferopol    |
| ---------------------- | -------- | -------------------------- |
| Len 90'                | Chi tiết | Fursov 52' · Antyukhin 69' |

Tavriya thắng 5–1 sau hai lượt trận
| Veres Rivne (PL) | 1 – 0    | (PL) Torpedo Zaporizhia |
| ---------------- | -------- | ----------------------- |
| Samardak 22'     | Chi tiết |                         |

Veres thắng 2–2 nhờ luật bàn thắng sân khách

### Bán kết

#### Lượt đi
| Tavriya Simferopol (PL)      | 2 – 0    | (PL) Veres Rivne |
| ---------------------------- | -------- | ---------------- |
| Kundenok 22' · Antyukhin 43' | Chi tiết |                  |

| Karpaty Lviv (PL) | 0 – 0    | (PL) Chornomorets Odessa |
| ----------------- | -------- | ------------------------ |
|                   | Chi tiết |                          |

#### Lượt về
| Veres Rivne (PL) | 0 – 0    | (PL) Tavriya Simferopol |
| ---------------- | -------- | ----------------------- |
|                  | Chi tiết |                         |

Tavriya thắng 2–0 sau hai lượt trận
| Chornomorets Odessa (PL)              | 2 – 1    | (PL) Karpaty Lviv |
| ------------------------------------- | -------- | ----------------- |
| Parakhnevych 7' · Bulyhin-Shramko 89' | Chi tiết | Pokladok 6'       |

Chornomorets thắng 2–1 sau hai lượt trận

### Chung kết
Trận Chung kết diễn ra trên sân NSC Olimpiysky ngày 29 tháng 5 năm 1994 ở Kiev.
| Chornomorets Odessa                                 | 0 – 0    | Tavria Simferopol                    |
| --------------------------------------------------- | -------- | ------------------------------------ |
|                                                     | Chi tiết |                                      |
| Loạt sút luân lưu                                   |          |                                      |
| Parfionov · Kulik · Korniyets · Telesnenko · Suslov | 5:3      | Antiukhin · Fursov · Volkov · Oparin |

| Vô địch Cúp bóng đá Ukraina 1994–95      |
| ---------------------------------------- |
| FC Chornomorets Odessa Danh hiệu thứ hai |

## Danh sách ghi bàn nhiều nhất
| Cầu thủ                | Số bàn thắng | Đội bóng                     |
| ---------------------- | ------------ | ---------------------------- |
| Oleksiy Antiukhin      | 5            | Tavria Simferopol            |
| Eduard Valenko         | 5            | FC Lviv/Karpaty              |
| Ihor Zadvorny          | 4            | Evis Mykolaiv                |
| Roman Hryhorchuk       | 4            | Prykarpattia Ivano-Frankivsk |
| Vyacheslav Oleshchenko | 4            | Stal Alchevsk                |
| Volodymyr Havrylov     | 4 (4)        | Metalurh Kostiantynivka      |

## Khán giả

### Các trận đấu có nhiều khán giả nhất
| Thứ hạng | Vòng        | Đội nhà           | Đội khách                    | Kết quả | Địa điểm                   | Số khán giả |
| -------- | ----------- | ----------------- | ---------------------------- | ------- | -------------------------- | ----------- |
| 1        | Bán kết     | Karpaty Lviv      | Chornomorets Odessa          | 0 – 0   | Ukraina Stadium, Lviv      | 14.000      |
| 2        | Tứ kết      | Karpaty Lviv      | Volyn Lutsk                  | 2 – 1   | Ukraina Stadium, Lviv      | 13.000      |
| 3        | Vòng 32 đội | Nyva Ternopil     | Prykarpattia Ivano-Frankivsk | 4 – 1   | City Stadium, Ternopil     | 11.000      |
| 4        | Bán kết     | Veres Rivne       | Tavriya Simferopol           | 0 – 0   | Avanhard Stadium, Rivne    | 10.000      |
| 4        | Vòng 16 đội | Veres Rivne       | Dynamo Kyiv                  | 0 – 0   | Avanhard Stadium, Rivne    | 10.000      |
| 4        | Vòng 32 đội | Nyva Vinnytsia    | Evis Mykolaiv                | 0 – 0   | Central Stadium, Vinnytsia | 10.000      |
| 4        | Vòng 32 đội | Pokuttia Kolomyia | Shakhtar Donetsk             | 0 – 1   | Yunist Stadium, Kolomyia   | 10.000      |